# Liviu Ianoș
Liviu „Iani“ Ianoș (* 8. März 1968 in Roman) ist ein rumänischer Handballtrainer und ehemaliger Handballtorwart.
Der 1,91 Meter große Torhüter spielte bei den Vereinen Dacia Pitești, Steaua Bukarest (beide Rumänien) und ab Juli 1997 bei der SG Leutershausen (Deutschland), bevor er im Juli 2003 zum Stralsunder HV ging. Nach Beendigung der Saison 2006/2007 ging Ianoș im Juni 2007 zurück zur SG Leutershausen, wo er in der ersten Mannschaft spielte und die zweite Mannschaft trainierte. Zudem ging der gelernte Schlosser dort seinem Beruf nach. Er betreut nach dem Ende seiner aktiven Karriere Teams der SG Leutershausen als Trainer.
Ianoș bestritt in seiner Karriere 107 Spiele für die rumänische Nationalmannschaft. Er stand im Aufgebot der Nationalmannschaft bei den Weltmeisterschaften 1990, 1997 und 1999 sowie bei den Junioren-Weltmeisterschaften 1987 und 1989.